# Тибо Верворт
Тибо Верворт е белгийски баскетболист. Той е роден 10 декември 1997 г. Той се състезава на летните олимпийски игри през 2020 г. Отборът му зае четвърто място.